# لفظة

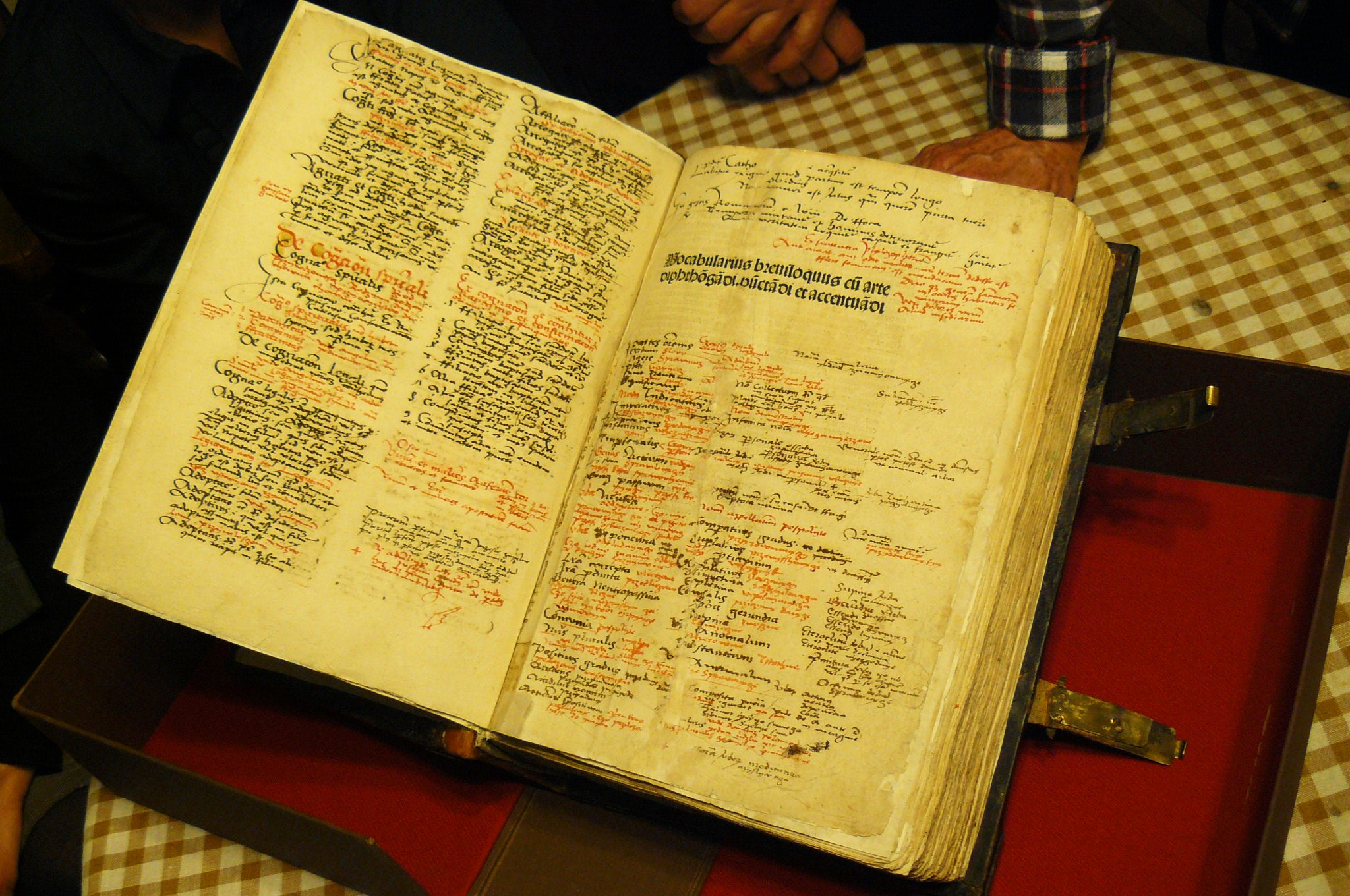

في الكلام، اللفظة (بالإنجليزية : Vocable) تشير إلى القول، المصطلح، أو الكلمة والتي يمكن نطقها والتعرف عليها. وتستخدم اللفظة غير المعجمية دون دور أو معنى دلالي، في حين أن تركيب أو بنية الألفاظ تعتبر في كثير من الأحيان جزء من أي معنى. وتتكون اللفظة من صوت لغوي واحد أو تتابع من الصوتيات اللغوية ويمكن أن يتم التعبير عنها باستخدام سلسلة من الحروف أو من الرموز الأخرى.
وغالباً ما تستخدم اللفظات المعجمية في الموسيقى كمحتوى فني. وكما هو الحال في التعبيرات الغير فصيحة «التي تفتقر للطلاقة» الشائعة في العديد من اللغات، فإن اللفظات لديها معاني اصطلاحية قليلة ونادراً ما تكون هادفة.
كما أنها تستخدم أيضاً في اختبارات علم النفس المعرفي، والأمثلة من هذا السياق تتمثل في المقاطع اللفظية المفتقرة للمعنى التي قدمها هيرمان إبينجيوس (بالإنجليزية : Hermann Ebbinghaus)، أو استخدام اللا كلمات التي تحاكي بنية الكلمات الحقيقية في التجارب الخاصة بعلم اللغة النفسي.